# Casa di Ercole

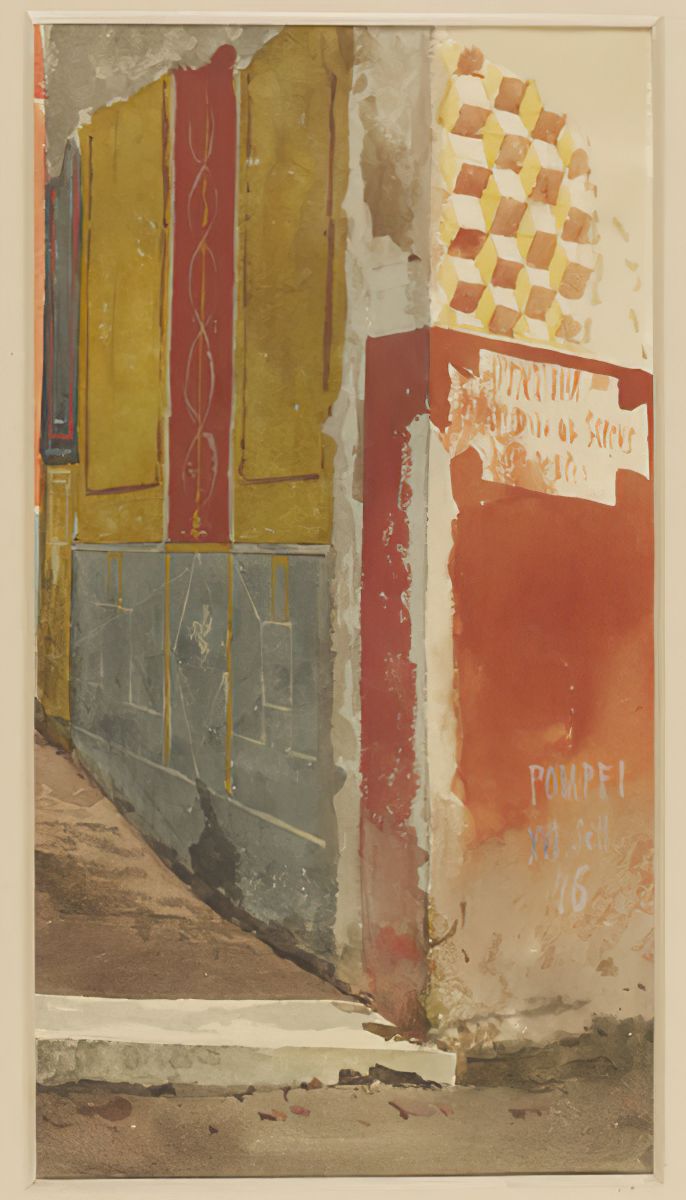
Eingang des Hauses, um 1875

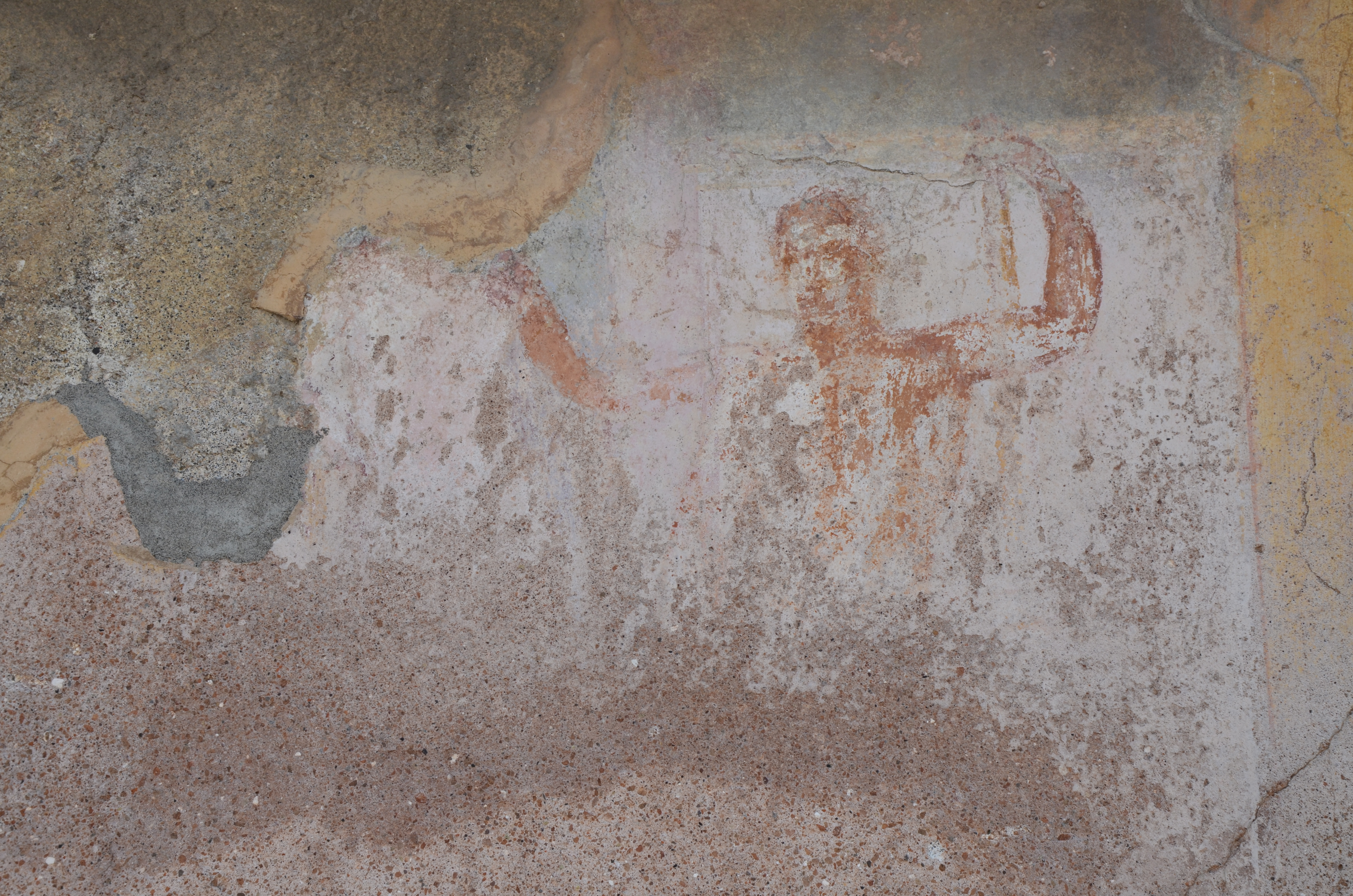
Reste des namensgebenden Bildes

Bei der Casa di Ercole (Haus des Herkules) handelt es sich um ein Wohnhaus in Pompeji (VI 7, 6), das 1835 ausgegraben wurde. Der Bau erhielt seinen Namen von einem Bild des Herakles.
Das Haus kann über die Fauces betreten werden. Von dort gelangt man in das Atrium mit Impluvium, von wo man einen direkten Blick auf den Garten des Hauses und auf das Lararium hat, in dem zwei Laren dargestellt waren. Das Bild ist heute stark verblasst. Die Darstellung einer Schlange in einem anderen Raum wurde schon früh aus der Wand geschnitten und befindet sich heute im Archäologischen Nationalmuseum Neapel. Neben der Schlange ist ein Liebesgedicht eingeritzt, das Venus (Venus, die Weberin der Netze), die Göttin der Liebe anruft. Diverse Räume waren einst im 4. Stil ausgemalt, doch ist von der Ausmalung heute nichts mehr erhalten. Einzelne Wandbilder sind nur von alten Zeichnung oder Beschreibungen bekannt. Besonders anspruchsvoll war das Triclinium ausgemalt. Hier befindet sich das heute stark verblasste Bild des Herkules mit der Omphale, das dem Haus seinen Namen gab. Aus demselben Raum stammen nur von Zeichnungen her bekannte Bilder der Musen. Einige dieser Bilder wurden nach Neapel gebracht.